# Silver Bridge

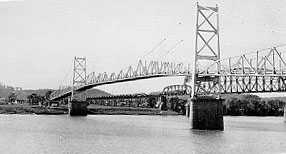
El Silver Bridge en 1928.

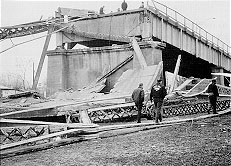
El puente después del accidente desde el lado de Ohio.

El Silver Bridge fue un puente colgante construido en 1928 que conectaba las localidades de Point Pleasant, Virginia Occidental, con Gallipolis, Ohio, Estados Unidos sobre el río Ohio. El nombre del puente procede del color plateado de la pintura de aluminio.
El 15 de diciembre de 1967 se produjo un derrumbe del puente con el tráfico en hora punta, con el resultado de 46 fallecidos. Dos de las víctimas no fueron encontradas. La investigación de los restos apuntó al fallo en una de las placas que formaban los eslabones de la cadena de suspensión, que presentaba un pequeño defecto de construcción (2,5 mm de profundidad). Por otro lado, los análisis demostraron su mal mantenimiento y que, en el momento del fatal accidente, el puente estaba soportando más peso del debido. 
En 1969 se construyó otro puente en el mismo lugar, denominado el Silver Memorial Bridge.